# Edward Craven Walker
Edward Craven Walker (Singapore, 4 luglio 1918 – Londra, 15 agosto 2000) è stato un inventore britannico, noto per l'invenzione della lampada psichedelica Astro, meglio conosciuta come Lava lamp.

## Biografia
Edward Craven-Walker partecipò alla seconda guerra mondiale come pilota di DeHavilland Mosquito con il compito di sorvolare i cieli della Germania per raccogliere documentazioni fotografiche con velivolo non armato. La sua passione per il volo si mantenne negli anni e Craven-Walker continuò a pilotare aerei anche dopo la fine guerra. Nel periodo di guerra Craven-Walker conobbe la sua prima moglie, Marjorie Bevan Jones, mentre si trovava in una base aerea dove Marjorie era di stazione con il WAAF.

### Genesi della lampada Astro

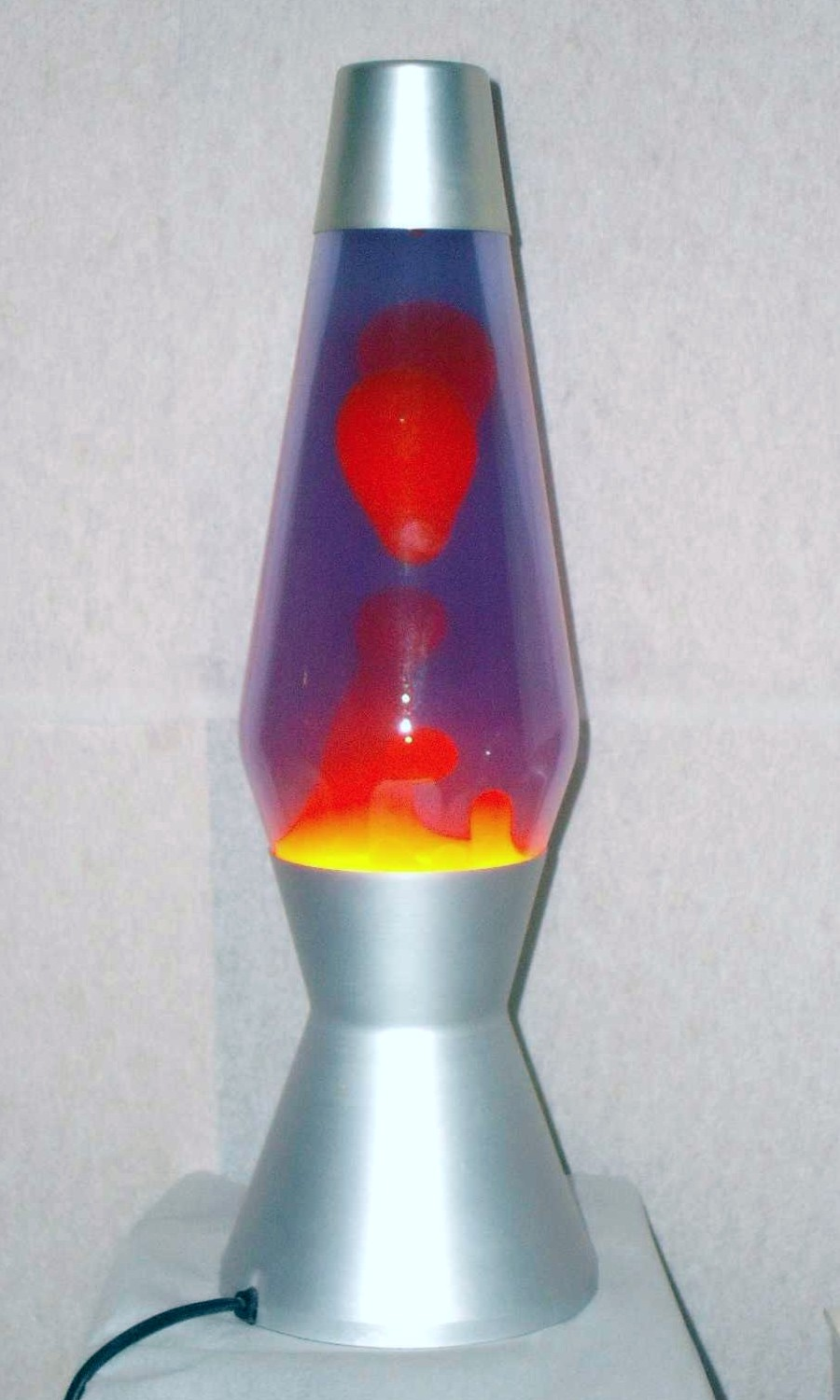
Lampada Mathmos lava, modello "Astro"

Finita la guerra Craven-Walker sviluppò un prototipo della lampada Astro prendendo spunto da un originale dispositivo per la cottura delle uova notato in un pub del Dorset creato da Alfred Dunnett, un precedente cliente abituale del locale. La caratteristica del congegno che attirò l'attenzione di Craven-Walker consisteva nella presenza di due fluidi che non si mescolavano. Nonostante la costruzione rudimentale dell'oggetto Craven riconobbe le potenzialità dell'idea e si dedicò al perfezionamento del meccanismo per adattarlo ad una lampada. Craven-Walker costruì in un capanno il laboratorio dove sperimentava la composizione degli ingredienti e tipologie di contenitori; la bottiglia del succo d'arancia Tree Top Orange Squash si dimostrò la più idonea la sua forma determinò quella che divenne la caratteristica sagoma della lampada Astro Baby, o Astro Mini come allora fu denominata.

### Produzione della lampada Astro
Craven fondò una compagnia per la produzione delle lampade Astro che chiamò Crestworth; L'azienda cambiò in seguito gestione e nome (Mathmos, 1992), ma il suo stabilimento situato in una zona industriale presso la città di Poole (Dorset, UK) ha continuato a produrre e rifornire il mondo intero con lampade Lava ininterrottamente dal 1963, anno della sua fondazione. Per un intero decennio e sino ai primi anni settanta le lampade Lava furono un grande successo commerciale e divennero un oggetto simbolo della psichedelia.
Secondo quanto riportato, Craven dichiarò: "se compri la mia lampada, non avrai bisogno di droghe... Sono convinto che sarà sempre un prodotto popolare e di successo perché è come il ciclo della vita: cresce, si spezza, sale, ricade per poi ricominciare il suo ciclo". Alla fine degli anni settanta con il cambiare del gusto la lampada Lava passò di moda e le vendite diminuirono, ma nonostante ciò Craven-Walker mantenne in vita la compagnia per tutti gli anni 80.

### Anni novanta
Agli inizi degli anni novanta due giovani imprenditori - Cressida Granger e David Mulley – entrarono in affari con Craven-Walker e rilanciarono con discreto successo la produzione delle lampade Lava. I nuovi soci acquisirono negli anni tutte le azioni dei coniugi Craven-walker e subentrarono così nella gestione della compagnia Crestworth Trading Ltd che dal 1992 fu rinominata Mathmos. Nonostante il cambio di proprietà la Mathmos mantenne la produzione della lampada Lava negli stabilimenti di Poole insieme a parte dello staff, alcuni macchinari e parte dei componenti originali degli anni sessanta.

### Naturismo
Walker era un naturista, e fondò un suo campo a Matchams nella regione dello Hampshire che divenne uno dei più estesi nel territorio del Regno Unito. La passione per questo movimento causò difficoltà a Craven-Walker e contribuì in parte alla fine del matrimonio con la sua prima moglie Marjorie, con la quale aveva avuto 3 figli (Craven-Walker si risposò altre tre volte nel corso della sua vita). Gli scontri per via delle sue idee sul naturismo non riguardavano solo l'ambito familiare, è stato riconosciuto infatti che Craven-Walker tentò di impedire l'accesso a persone obese nel suo campo, con l'argomentazione che un eccessivo sovrappeso era contrario ai principi di una vita fisica e spirituale salutare.

### Attività cinematografica
Craven combinò la sua passione per il naturismo con il cinema. Negli anni ‘50 e ‘60 il nudismo nel cinema era tabù, ma Craven-Walker sfuggì la censura evitando di mostrare peli pubici nei suoi film, divenendo così un pioniere del genere. Sotto lo pseudonimo Michael Keatering, Craven-Walker diresse il film Travelling Light (1959). Il film descritto come balletto sott'acqua e girato nei dintorni della Corsica, divenne nel 1960 il primo film naturista distribuito nel Regno Unito per il grande pubblico. Craven-Walker successivamente produsse altri due film a tematica naturista, Sunswept (1961) e Eves on Skis (1963).

### Morte
Edward Craven-Walker rimase un consulente della Mathmos sino al 2000, anno della sua scomparsa, dedicandosi in particolare all'ottimizzazione della formula Lava. Craven-Walker si ammalò di cancro verso la fine degli anni 90 e morì pochi anni dopo all'età di 82 anni a Matchams, nella regione dello Hampshire. Craven-Walker è oggi sepolto in un piccolo cimitero nella New Forest.

## Approfondimenti
Cinema Au Naturel: A History of Nudist, film di Mark Storey, pubblicato dalla Naturist Education Foundation il 1º luglio 2003